# GE 에어로스페이스

GE 에어로스페이스의 로고

GE 에어로스페이스(영어: GE Aerospace)은 신시내티 밖 오하이오주 에벤데일에 본사를 둔 제너럴 일렉트릭의 자회사이다. GE 에어로스페이스는 항공기 엔진 제조사로, 상용 여객기 다수를 위한 엔진을 제공하며 세계 최대의 코퍼레이션들 중 한 곳인 GE 복합기업의 일부이다. 이 부서의 명칭은 2005년 9월까지 GEAE(General Electric Aircraft Engines)였다. 이후 2022년 7월까지 사명이 GE 에비에이션(영어: GE Aviation, GE항공)였다가 현재의 사명으로 변경하였다.
엔진 시장에서 GE 에어로스페이스의 주요 경쟁사들로는 프랫 & 휘트니와 롤스로이스이다. 또한 GE 에어로스페이스는 프랑스의 사프란 에어크래프트 엔진과의 50:50 합작투자 기업인 CFM 인터내셔널을 두고있다.

## 제조 엔진

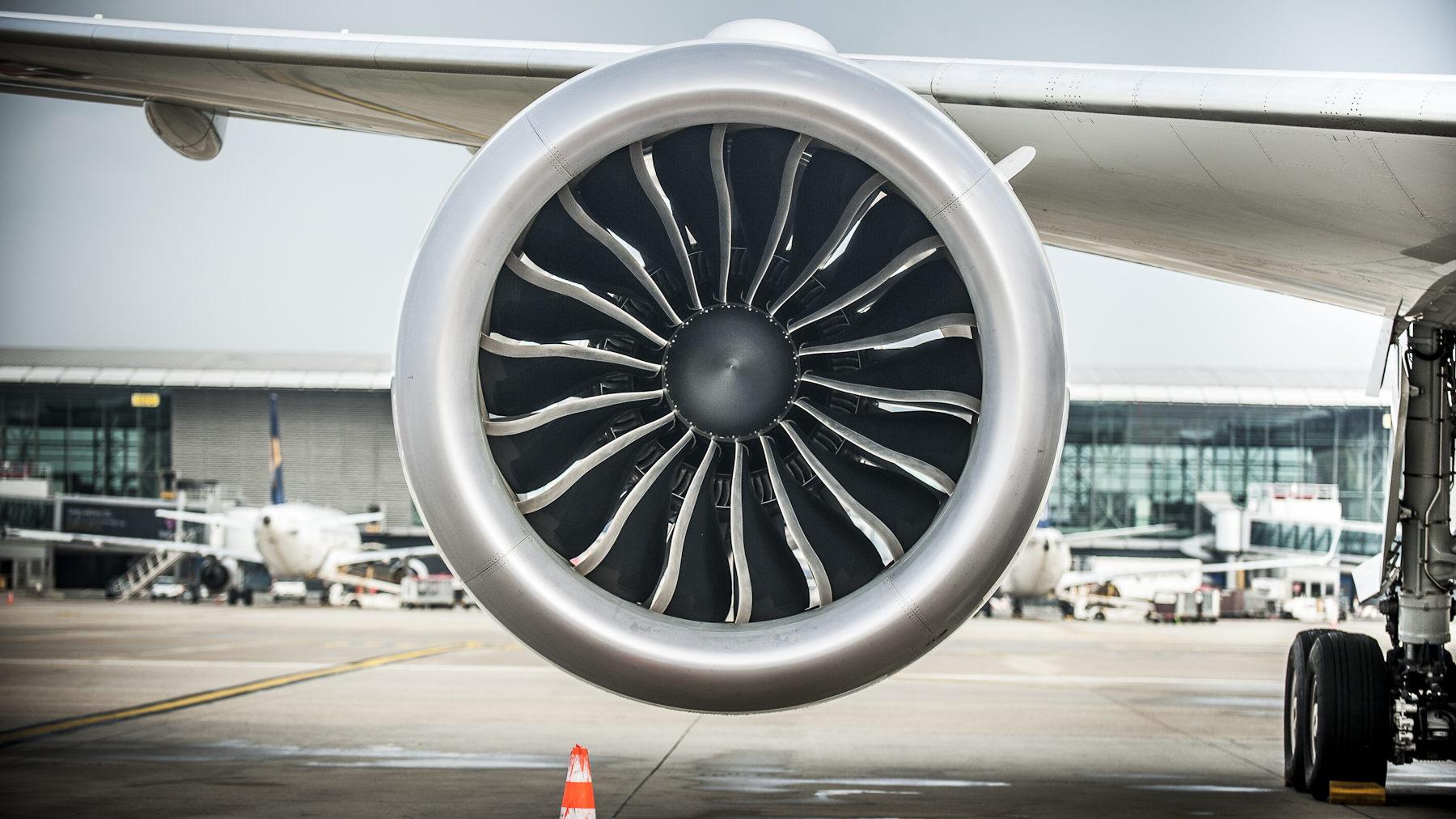
보잉 787의 GEnx 엔진

- F110
- F404
- F414
- T700
- F136
- HF120
- CF6
- GE90
- GEnx
- GE9X

CFM 인터내셔널
- CFM56
- CFM LEAP